# Girls & Boys (Good Charlotte)
Girls & Boys è un singolo del gruppo Good Charlotte, estratto dall'album The Young and the Hopeless, uscito il 7 Luglio 2003.

## Video musicale
Il video è stato diretto da Smith N' Borin (al precedente singolo The Anthem).

## Tracce
1. Girls & Boys – 3:01